# Лоффенау
Лоффенау (нім. Loffenau) — громада в Німеччині, знаходиться в землі Баден-Вюртемберг. Підпорядковується адміністративному округу Карлсруе. Входить до складу району Раштат.
Площа — 17,07 км2. Населення становить 2540 ос. (станом на 31 грудня 2020).